# برکه خورشیدی

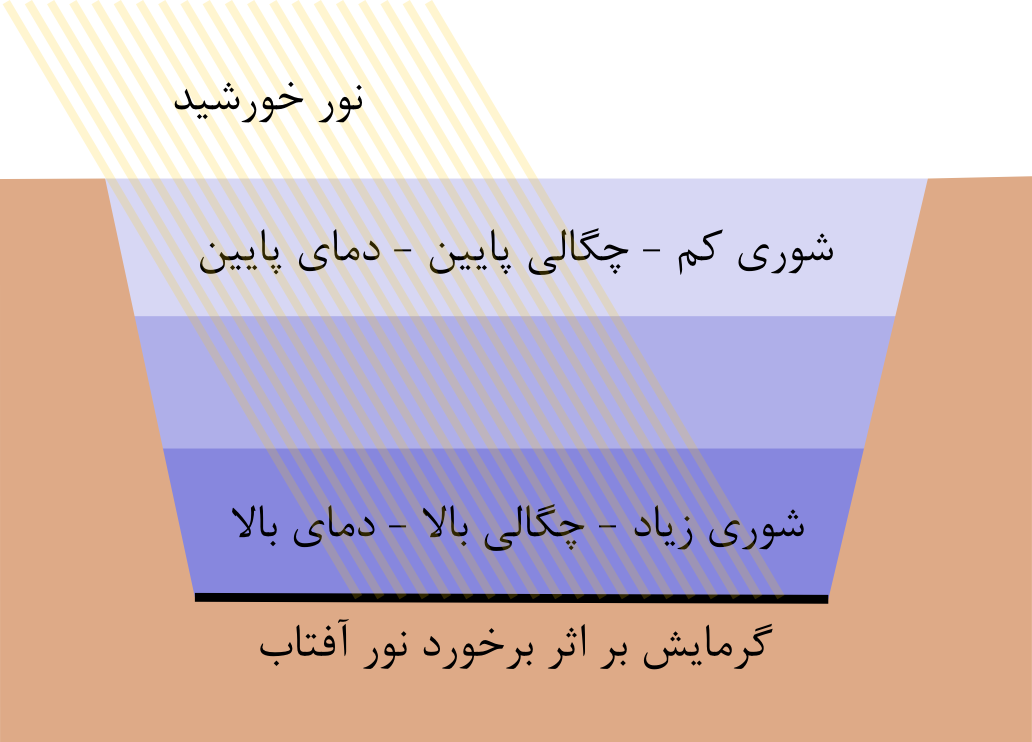
عملکرد برکه خورشیدی. در لایه های پایینی شوری آب و در نتیجه چگالی آب بیشتر است. بنابرین همرفت صورت نمی‌گیرد و آب مشابه عایق گرمایی عمل می‌کند.

برکه خورشیدی یک برکه آب شور است که انرژی خورشید را به صورت گرما جذب می‌کند و تا مدت زیادی ذخیره می‌کند. این انرژی گرمایی می‌تواند برای تولید برق، گرمایش شوفاژ یا نمک‌زدایی آب شور استفاده شود.

## طرز کار
برکهٔ خورشیدی یک برکهٔ آب شور است که شوری لایه‌های آن متفاوت است. لایه‌های زیرین شوری زیادی دارند و لایه‌های بالایی شوری کمی دارند. این اختلاف سطح شوری باعث اختلاف چگالی در لایه‌های آب می‌شود. لایه‌های پایینی چگال‌تر و لایه‌های بالایی سبک‌تر هستند. اختلاف چگالی باعث می‌شود که جریان همرفت در برکهٔ خورشیدی شکل نگیرد و لایه‌های آب مشابه عایق حرارتی عمل کنند.
آب برکهٔ خورشیدی شفاف است و کف برکهٔ خورشیدی سیاه‌رنگ است. در نتیجه نور خورشید از برکه عبور می‌کند و توسط کف برکه جذب می‌شود. در یک برکهٔ خورشیدی دمای آب لایه‌های پایینی می‌تواند به ۹۰ درجه سانتیگراد برسد در حالی که دمای سطح آب حدود ۳۰ درجه می‌ماند.

## استفاده برای آب گرم و شوفاژ
گرمای برکهٔ خورشیدی می‌تواند به عنوان منبع گرمایش شوفاژ استفاده شود. به دلیل ظرفیت حرارتی بالای آب، گرمای دریافتی می‌تواند تا مدت طولانی محبوس بماند. یک برکهٔ خورشیدی می‌تواند گرمای خورشید را در تابستان جذب کند و در پاییز یا زمستان برای گرمایش شوفاژ استفاده کند. در مواردی که در زمستان گرمای خورشید برای گرمایش کافی نباشد از پمپ حرارتی استفاده می‌شود. پمپ حرارتی می‌تواند با راندمان (ضریب عملکرد) ۲۰۰٪ تا ۵۰۰٪ آب را گرم کند.

## استفاده برای تولید برق
اختلاف دمای ایجاد شده در برکهٔ خورشیدی می‌تواند برای تولید برق استفاده شود. بر اساس قانون دوم ترمودینامیک حداکثر راندمان تولید برق به صورت تئوری حدود ۱۷٪ است (با فرض دمای ۲۰ و ۸۰ درجه سانتیگراد). به صورت عملی راندمان تولید برق زیر ۱۰٪ است. در دفاع از راندمان پایین استدلال قالب این است که با توجه به هزینهٔ پایین ساخت قیمت برق تولیدی می‌تواند مجموعاً قابل مقایسه باشد.

## نمونه‌های استفاده
مواردی از برکه‌های خورشیدی در هند، اسرائیل، امریکا و اسپانیا ساخته شده و استفاده می‌شود. در ایران از نور خورشید برای گرمایش استخرهای تفریحی آب شیرین استفاده می‌شود (استخر خورشیدی).